# Patricíolo
Patricíolo (em latim: Patriciolus) foi um oficial militar bizantino de possível origem gótica ativo durante o reinado do imperador Anastácio I Dicoro (r. 491–518). Originário da Mésia Inferior, era o pai do também oficial militar Vitaliano. Em 503, partiu com seu filho para o Oriente onde serviu durante a Guerra Anastácia. Talvez como tribuno, derrotou uma força persa e então retirou-se para Samósata.
Na passagem da Crônica de Teófanes, o Confessor que relata a rebelião de Vitaliano, é mencionado que foi conde dos federados do Oriente, porém não está claro se a referência é feita a ele ou a seu filho que presumivelmente também foi nomeado para tal posto. Seja como for, caso realmente tenha sido nomeado, sua nomeação ocorreu em algum momento depois de 503 e antes de Vitaliano se rebelar em 513.